# (73232) 2002 JC29
(73232) 2002 JC29 – planetoida z pasa głównego asteroid okrążająca Słońce w ciągu 3,47 lat w średniej odległości 2,29 j.a. Odkryta 9 maja 2002 roku.